# Kreis Sonvico
Der Kreis Sonvico bildete bis am 13. April 2013 zusammen mit den Kreisen Agno, Breno, Capriasca, Carona, Ceresio, Lugano West, Lugano Ost, Magliasina, Sessa, Taverne und Vezia den Bezirk Lugano des Schweizer Kantons Tessin. Der Sitz des Kreisamtes war in Sonvico.
Durch die Fusion aller seiner verbliebenen Gemeinden mit Lugano im Jahre 2013 wurde der Kreis Sonvico aufgelöst. Er lebt jedoch im neu gegründeten Kreis Lugano Nord weiter, zu dem das gesamte Gebiet des bisherigen Kreises (inklusive des 2007 abgetrennten Villa Luganese) sowie die (bis 2004 im Kreis Pregassona liegende) ehemalige Gemeinde Davesco-Soragno gehören.

## Gemeinden
Der ehemalige Kreis setzte sich aus folgenden ehemaligen Gemeinden zusammen:
| Wappen   | Name der Gemeinde | Einwohner (31. Dez. 2012) | Fläche in km² | BFS-Nr |
| -------- | ----------------- | ------------------------- | ------------- | ------ |
| Bogno    | Bogno             | 145                       | 4,2           | 5155   |
| Cadro    | Cadro             | 2114                      | 4,5           | 5163   |
| Certara  | Certara           | 55                        | 2,7           | 5173   |
| Cimadera | Cimadera          | 121                       | 5,2           | 5174   |
| Sonvico  | Sonvico           | 1863                      | 11,1          | 5224   |
| Valcolla | Valcolla          | 651                       | 11,3          | 5229   |